# Witold Szymczyk
Witold Szymczyk (ur. 18 czerwca 1932, zm. 30 stycznia 2023) – polski dziennikarz prasowy, publicysta, autor publikacji historycznych o II wojnie światowej.

## Życiorys
Absolwent Uniwersytetu Warszawskiego. W 1953 został dziennikarzem „Nowin Rzeszowskich”. Podjął się pisania artykułów w dziale partyjnym, następnie na tematy kultury oraz historii regionalnej (np. ruchu rewolucyjnego oraz dotyczących okresu II wojny światowej, w tym działań partyzanckich i tzw. wyzwolenia południowo-wschodnich obszarów Polski przez Armię Czerwoną). Pełnił funkcję zastępcy redaktora naczelnego rzeszowskiego dziennika. Był przewodniczącym zarządu oddziału Stowarzyszenia Dziennikarzy Polskich w Rzeszowie. 
Na początku lat 60. był radnym Miejskiej Rady Narodowej w Rzeszowie, członkiem zespołu do spraw kultury przy KW PZPR w Rzeszowie. Członek Towarzystwa Przyjaciół Rzeszowa.
Zmarł 30 stycznia 2023 i został pochowany na cmentarzu Wilkowyja w Rzeszowie.

## Publikacje
- Powietrzne asy (1973)
- Zwycięskie lato (1977)
- Na wojennym szlaku
- Przez „Dolinę Śmierci” i Przełęcz Dukielską
- Ku Niepodległej 1914-1918 (1988)[3]

## Odznaczenia i wyróżnienia
- Krzyż Oficerski Orderu Odrodzenia Polski (1979)[4]
- Krzyż Kawalerski Orderu Odrodzenia Polski (1972)[5]
- Złoty Krzyż Zasługi (1965)
- Wyróżnienie ministra obrony narodowej
- Nagroda Rady Głównej Ochrony Pomników Walki i Męczeństwa
- Nagroda Prezydium Wojewódzkiej Rady Narodowej w Rzeszowie za upowszechnianie kultury (1965)[6]
- Nagroda Miasta Rzeszowa za działalność twórczą w dziedzinie kultury i sztuki (1965)[7]
- Nagroda prezesa RSW „Prasa-Książka-Ruch” za rok 1974[8]